# De Onderneming (Vierhuizen)
De Onderneming is een korenmolen in het Groningse Vierhuizen in de gemeente Het Hogeland.

## Geschiedenis
De stellingmolen werd in 1858 gebouwd ter vervanging van een kleine grondzeiler. De molen werd gebouwd in opdracht van het echtpaar Jacob Jans Loots een Geertruid Bolt, bakkers in Vierhuizen. In 1952 leek het met de molen gedaan: een sloopvergunning was al verkregen. In 1956 werd de molen door Jacob Loots, een kleinzoon van de eerste eigenaars, verkocht aan de plaatselijke timmerman-aannemer L.M. Knol. Hierna kwam de molen in eigendom van een stichting. Dankzij dit particulier initiatief bleef de molen behouden en is hij in 1969 gerestaureerd. In de jaren daarna kwam de molen in gebruik als lesmolen.
Bernard Dijk leidde hier van 1971 tot aan zijn overlijden in 2001 meer dan zeventig vrijwillige molenaars op. Dijk was (beroeps)watermolenaar van de Fransumerpolder en woonde met zijn echtgenote naast de poldermolen De Eolus aan het Aduarderdiep. Hij was medeoprichter van de Vereniging Vrienden van de Groninger Molens en initiatiefnemer voor de opleiding van vrijwillige molenaars in de provincie. Als instructeur van het Gilde van Molenaars bleek hij een natuurtalent. Ook cabaretier Herman Finkers volgde bij Dijk enige tijd de opleiding tot vrijwillige molenaar, maar hij maakte die niet af.
Na het overlijden van Dijk nam dhr Groen, een inwoner van Vierhuizen als vrijwillige molenaar het dagelijks beheer van de molen over. De Onderneming is geen lesmolen meer, maar draait nog regelmatig. De molen heeft op dit moment een restauratie nodig die wordt gerealiseerd door de nieuwe eigenaar, de Stichting Het Groninger Landschap.